# Limnophila (Lasiomastix) macrocera suffusa
Limnophila (Lasiomastix) macrocera suffusa is een ondersoort van de tweevleugelige Limnophila (Lasiomastix) macrocera uit de familie steltmuggen (Limoniidae). De ondersoort komt voor in het Nearctisch gebied.